# Billard A 135 D
 (février 2022).
Si vous disposez d'ouvrages ou d'articles de référence ou si vous connaissez des sites web de qualité traitant du thème abordé ici, merci de compléter l'article en donnant les références utiles à sa vérifiabilité et en les liant à la section « Notes et références ».
Le Billard A 135 D est un autorail construit par les Établissements Billard.

## Histoire
Il va être produit pour le Chemin de fer Congo-Océan (CFCO).

## Caractéristiques
L'autorail est équipé d'un moteur diesel et possède une transmission mécanique par boite de vitesses.